# بلانديسفيل (إلينوي)
بلانديسفيل (بالإنجليزية: Blandinsville)‏ هي معلم جغرافي تقع في الولايات المتحدة في إلينوي.

## الموقع الجغرافي
الموقع الجغرافي للمناطق المحيطة بهذه النقطة هو كالتالي: